# Khâu (họ)
Khâu, Khiêu hay Khưu là một họ của người châu Á. Họ này có mặt ở Việt Nam, Triều Tiên (Hangul: 구, Romaja quốc ngữ: Gu) và Trung Quốc (chữ Hán: 邱, Bính âm: Qiū). Trong danh sách Bách gia tính họ này ở vị trí 151, về mức độ phổ biến họ này xếp thứ 65 ở Trung Quốc theo thống kê năm 2006. Người Trung Quốc còn một họ khác cũng được phiên âm Hán Việt là Khâu hay Khưu, đó là họ 丘.

## Lịch sử
Họ Khâu (邱) xuất hiện vào năm 1725 dưới thời nhà Thanh, họ kỵ húy Khổng Tử nên người họ Khâu (丘) phải thêm bộ Phụ (阝) vào họ. Tại Trung Quốc không có sự phân biệt giữ họ Khâu (邱) và họ Khâu (丘).

## Người Trung Quốc họ Khâu (丘)
- Khâu Hòa, Tướng lĩnh nhà Tùy và nhà Đường
- Khâu Xứ Cơ, đạo sĩ thời nhà Nguyên
- Khâu Thành Đồng, nhà toán học người Mỹ gốc Hoa
- Khâu Nhạc, vận động viên cử tạ Trung Quốc
- Khâu Kiện Uy, vận động viên bóng đá Hồng Kông

## Người Trung Quốc họ Khâu (邱)
- Khâu Liên Huy, phó thủ tướng Đài Loan
- Khâu Thanh Tuyền, tướng lĩnh quân đội Quốc Dân Đảng Trung Quốc thời Trung Hoa Dân Quốc
- Khâu Lễ Đào, diễn viên, đạo diễn Hồng Kông
- Khâu Thục Trinh, diễn viên Hồng Kông
- Khâu Tâm Chí (Khưu Tâm Chí), diễn viên người Đài Loan

## Người Việt Nam họ Khâu (Khưu)
- Khưu Huy Vũ, ca sĩ Việt Nam thể loại nhạc trữ tình, nhạc quê hương